# 仙台放送

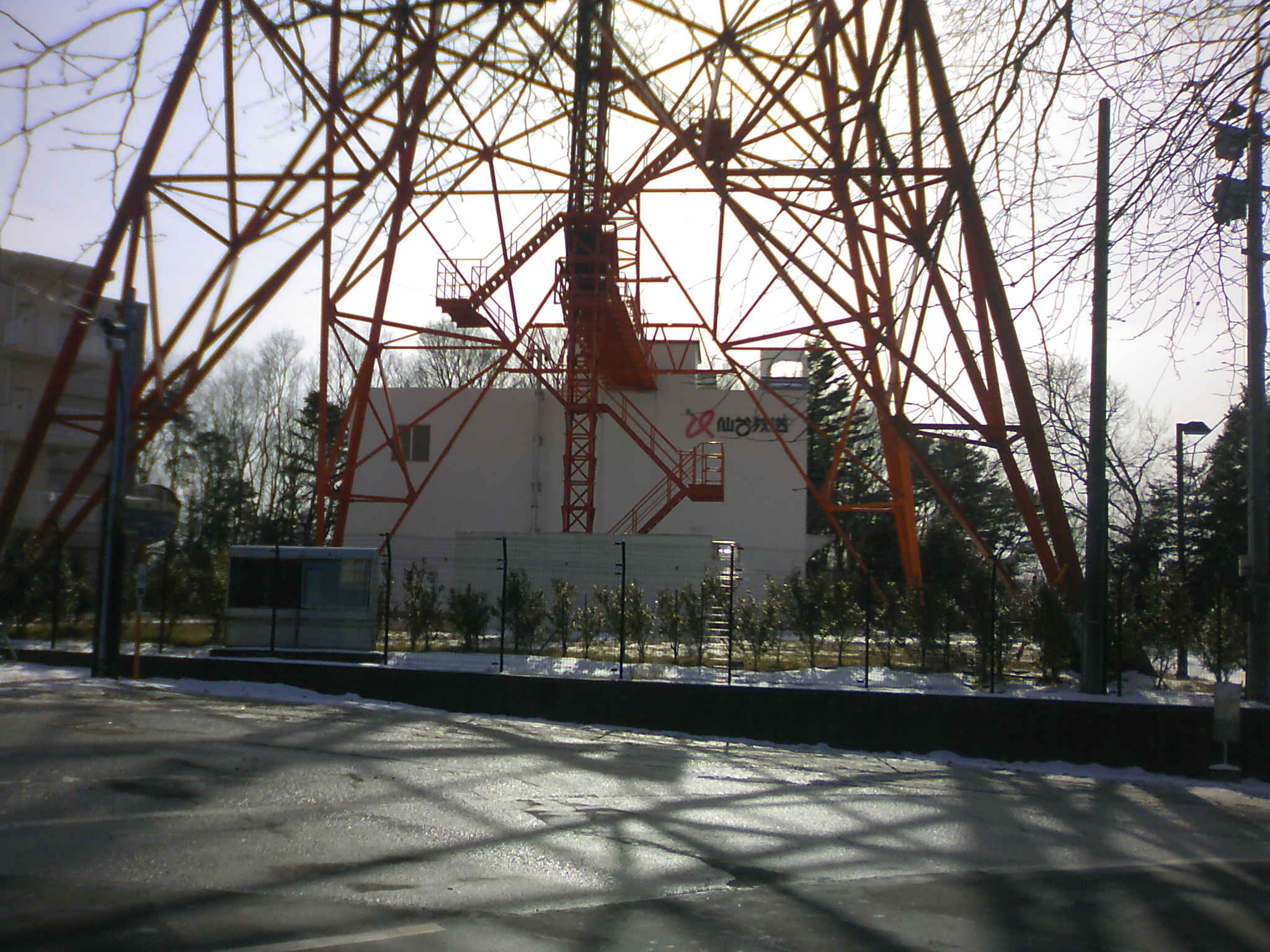
茂ヶ崎送信所（旧本社跡地）

株式会社仙台放送（せんだいほうそう、英: Sendai Television Incorporated）は、宮城県を放送対象地域とするテレビジョン放送事業を行っている特定地上基幹放送事業者である。フジ・メディア・ホールディングスの連結子会社。

## 概要
略称は、計画段階ではその時点の英文社名「Sendai Television Broadcasting Corp.」の頭文字を取ったSBCだったが既に信越放送が使用していたために、仙台親局のコールサイン「JOOX-DTV」の後ろ2文字であるOX（過去にOXTとの略称使用例あり）になった（ウェブサイトのドメイン名も「ox-tv.co.jp」である）。
フジネットワーク系列局であり、東北地方における基幹局を担っている。地元企業では七十七銀行との関係が深く、設立にはフジテレビや産業経済新聞社（産経新聞）などフジサンケイグループが積極的に関与した。リモコンキーIDはキー局のフジテレビ・準キー局の関西テレビ等と同じ「8」で、フジテレビとは仙台親局の物理チャンネルも21chで同じ。
2016年（平成28年）12月20日付で、フジ・メディア・ホールディングス（FMH）が関連会社2社の保有する株式を取得し、仙台放送を連結子会社化した。在京キー局を子会社に置く認定放送持株会社による系列局の子会社化は、仙台放送が全国初の事例である。
キャッチコピーは、2017年（平成29年）の開局55周年を記念して制定された「かける。仙台放送」。2016年（平成28年）までは「8゛まるよ!（はじまるよ） 仙台放送」が使われていた。また2011年（平成23年）3月11日に発生した東日本大震災以降は、「ともに 仙台放送」のキャッチコピーが使われている。
仙台市青葉区に本社、演奏所を置く唯一の民放テレビ局でもある。以前は東日本放送 (khb) も同区双葉ケ丘に本社、演奏所を置いていたが、2021年（令和3年）9月に太白区長町に移転した。青葉区内には、このほか当社とつながりが深いエフエム仙台 (Date fm)、NHK仙台放送局、コミュニティFM局の仙台シティエフエム（RADIO 3）がある。

当局をはじめとするクロスネット2局含めたFNN / FNS系列28社はACジャパン（旧・公共広告機構）の正会員企業の一つであり、不祥事が発生した場合などに同団体のCMが放映される。

## 沿革
- 1961年（昭和36年）
  - 8月4日 - 予備免許交付。
  - 10月4日 -  ｢株式会社仙台放送」設立。
- 1962年（昭和37年）10月1日 - 宮城県内の2番目の民放テレビ局として、仙台市茂ヶ崎[注釈 2]に開局。（一部日本教育テレビ（NETテレビ。現・テレビ朝日）の番組もネット）。
  - 茂ヶ崎の演奏所は、親局送信所と同じ位置に建設。開局当初の本社は、仙台市内の新仙台ビルにあった[8]。
- 1965年（昭和40年）12月24日 - カラー放送開始。
- 1968年（昭和43年）10月18日 - アメリカWGN-TVと姉妹提携[9]。
- 1970年（昭和45年）
  - 8月 在仙局初のカラー中継車を導入[10]。
  - 10月1日 宮城テレビ（MTB）[注釈 3]の開局で、フジテレビ系列（FNN, FNS）に1本化される。
- 1972年（昭和47年）4月22日 -  泉市南光台[注釈 4]に「OXハウジングプラザ」をオープン[11]。
- 1977年（昭和52年）
  - 7月18日 - 増築棟から放送開始[12]。
  - 9月3日 - 本社を新仙台ビルから茂ヶ崎放送センターに移転[12]。
  - 10月15日 - 増築棟竣工[13]。
- 1980年（昭和55年）3月20日 - 音声多重放送開始[14][注釈 5]。
- 1992年（平成4年）10月1日 - 開局30周年を機に、CI導入。社章・ロゴマークを現行のものに変更[注釈 6]（別項参照）。
- 2002年（平成14年）- 開局40周年を機に、イメージキャラクター、JUNIを採用。
- 2004年（平成16年）
  - 4月 - 青葉区上杉5丁目の現社屋が完成し、太白区茂ヶ崎の旧社屋から移転作業開始。
  - 11月1日 - 上杉5丁目の現社屋に移転完了。
  - この頃、英文社名を「Sendai Television Broadcasting Corp.」から「Sendai Television Incorporated」に変更。
- 2005年（平成17年）12月1日 - 地上デジタルテレビ放送の本放送を開始（NHK仙台・TBC・MMTと同日）。
- 2006年（平成18年）4月14日 - ワンセグ本放送開始。
- 2011年（平成23年）3月11日 - 東北地方太平洋沖地震（東日本大震災）発生により、この日午後から3月15日未明までCM抜きの報道特別番組を編成。
- 2012年（平成24年）
  - 3月 - フジ・メディア・ホールディングス持分法適用関連会社になる。
  - 3月31日 - 地上アナログ放送停波（当初は2011年（平成23年）7月24日停波予定だったが、東日本大震災に伴い中止、特例法により同日に延期）。
- 2016年（平成28年）12月20日 - フジ・メディア・ホールディングスの連結子会社となる[15][16]。
- 2022年（令和4年）10月1日 - 開局60周年。

## ネットワークの移り変わり
- 1962年（昭和37年）10月1日 - 日本テレビ系列・フジテレビ系列のクロスネット局として開局した。NETテレビ（現・テレビ朝日）の番組もこの時点でネットされていた。またフジテレビ、関西テレビ、東海テレビ、九州朝日放送、広島テレビ、札幌テレビとともに「7都市新幹線ネットワーク」を完成させた。
- 1966年（昭和41年）
  - 4月1日 NNN（日本ニュースネットワーク）加盟。
  - 10月3日 FNN（フジニュースネットワーク）加盟。
- 1969年（昭和44年）10月1日 - FNS（フジネットワーク）加盟。
- 1970年（昭和45年）10月1日 - 宮城テレビ（MTB）の開局により、NNNを脱退し、日本テレビ系列の大半とNETテレビ系列の一部の番組が同局に移行される。
- 1975年（昭和50年）10月1日 - 東日本放送（KHB）の開局によりわずかに残っていたNETテレビ系列の番組が同局に、日本テレビ系列の番組がmm34[注釈 7]にそれぞれ移行した。現在はフジテレビ系列フルネット局ではあるが、テレビ東京系列の番組の一部を番組販売の形で放送している。

### フジ・日テレクロスネット末期（1970年8月）当時の18時台以降の番組編成
- ★ → 時差ネット

|       | 月曜日                       | 火曜日                        | 水曜日                                        | 木曜日                            | 金曜日                          | 土曜日                                   | 日曜日                            |
| 18:00 | ytv★ タイガーマスク          | フジ★ サザエさん              | 世界をたずねて                                | 日テレ★ ドリフのドパンチ!学園     | フジ★ ジャングル大帝 （再放送） | フジ★ ムーミン                           | 日テレ★ 巨泉まとめて百万円        |
| 18:30 | フジ FNNニュース             | フジ FNNニュース              | フジ FNNニュース                              | フジ FNNニュース                  | フジ FNNニュース                | フジ FNNニュース                         | 日テレ シャボン玉ホリデー         |
| 18:45 | 自社制作 仙台テレニュース    | 自社制作 仙台テレニュース     | 自社制作 仙台テレニュース                     | 自社制作 仙台テレニュース         | 自社制作 仙台テレニュース       | 自社制作 仙台テレニュース                | 日テレ シャボン玉ホリデー         |
| 18:55 | フジ 世界の街角から          | フジ 世界の街角から           | フジ 世界の街角から                           | フジ 世界の街角から               | フジ 世界の街角から             | フジ 世界の街角から                      | 日テレ シャボン玉ホリデー         |
| 19:00 | フジ 金メダルへのターン!     | フジ 昆虫物語 みなしごハッチ  | フジ あしたのジョー                           | フジ コント・デ・勝負!            | フジ 赤白パネルマッチ           | ytv★ やまかんヒット大賞                  | 日テレ コント55号と世界のサーカス |
| 19:30 | フジ クイズグランプリ        | フジ クイズグランプリ         | フジ クイズグランプリ                         | フジ クイズグランプリ             | フジ クイズグランプリ           | フジ クイズグランプリ                    | 日テレ コント55号と世界のサーカス |
| 19:45 | フジ スター千一夜            | フジ スター千一夜             | フジ スター千一夜                             | フジ スター千一夜                 | フジ スター千一夜               | フジ スター千一夜                        | 日テレ コント55号と世界のサーカス |
| 20:00 | フジ 新 三匹の侍             | フジ テレビグランドスペシャル | フジ 銭形平次                                 | フジ プロ野球中継 または 映画番組 | 日テレ 日本プロレス中継         | フジ なつメロ・ヒット・フェスティバル    | 日テレ 姿三四郎                   |
| 21:00 | フジ ハワイ5-0               | フジ テレビグランドスペシャル | フジ （水曜ドラマシリーズ） おれの義姉さん    | フジ プロ野球中継 または 映画番組 | フジ 万国びっくりショー         | フジ ズバリ!当てましょう                 | 日テレ すばらしい世界旅行         |
| 21:30 | フジ ハワイ5-0               | フジ ミュージックフェア'70    | フジ （水曜ドラマシリーズ） おれの義姉さん    | フジ 恋人はLサイズ                | フジ★ ラブラブショー            | 日テレ （土曜グランド劇場） おふくろの味 | 関テレ （白雪劇場） 新吾十番勝負  |
| 22:00 | フジ 夜のヒットスタジオ      | 関テレ★ 大坂城の女            | 関テレ エキスポスタジオ 世界のひろば          | フジ 巨泉にまかせろ!              | 日テレ★ トップ・ミュージック    | 日テレ （土曜グランド劇場） おふくろの味 | 関テレ （白雪劇場） 新吾十番勝負  |
| 22:15 | フジ 夜のヒットスタジオ      | 関テレ★ 大坂城の女            | 関テレ エキスポスタジオ 世界のひろば          | フジ 巨泉にまかせろ!              | 日テレ★ トップ・ミュージック    | 日テレ （土曜グランド劇場） おふくろの味 | スポーツ'70                       |
| 22:30 | フジ 夜のヒットスタジオ      | 関テレ★ 大坂城の女            | フジ 三菱ダイヤモンドグローブ・ボクシング中継 | フジ 巨泉にまかせろ!              | 日テレ カネやんの歌うナイター   | フジ★ （土曜劇場） ふたりぼっち          | フジ★ （おんなの劇場） 女系家族   |
| 23:00 | 日テレ NNNきょうの出来事     | 日テレ NNNきょうの出来事      | 日テレ NNNきょうの出来事                      | 日テレ NNNきょうの出来事          | 日テレ NNNきょうの出来事        | フジ★ （土曜劇場） ふたりぼっち          | フジ★ （おんなの劇場） 女系家族   |
| 23:10 | 日テレ・ytv 11PM （ - 0:20） | 日テレ・ytv 11PM （ - 0:20）  | 日テレ・ytv 11PM （ - 0:20）                  | 日テレ・ytv 11PM （ - 0:20）      | 日テレ・ytv 11PM （ - 0:20）    | フジ★ （土曜劇場） ふたりぼっち          | フジ★ （おんなの劇場） 女系家族   |
| 23:30 | 日テレ・ytv 11PM （ - 0:20） | 日テレ・ytv 11PM （ - 0:20）  | 日テレ・ytv 11PM （ - 0:20）                  | 日テレ・ytv 11PM （ - 0:20）      | 日テレ・ytv 11PM （ - 0:20）    | 日テレ NNNきょうの出来事                 | 日テレ NNNきょうの出来事          |

## 事業所一覧

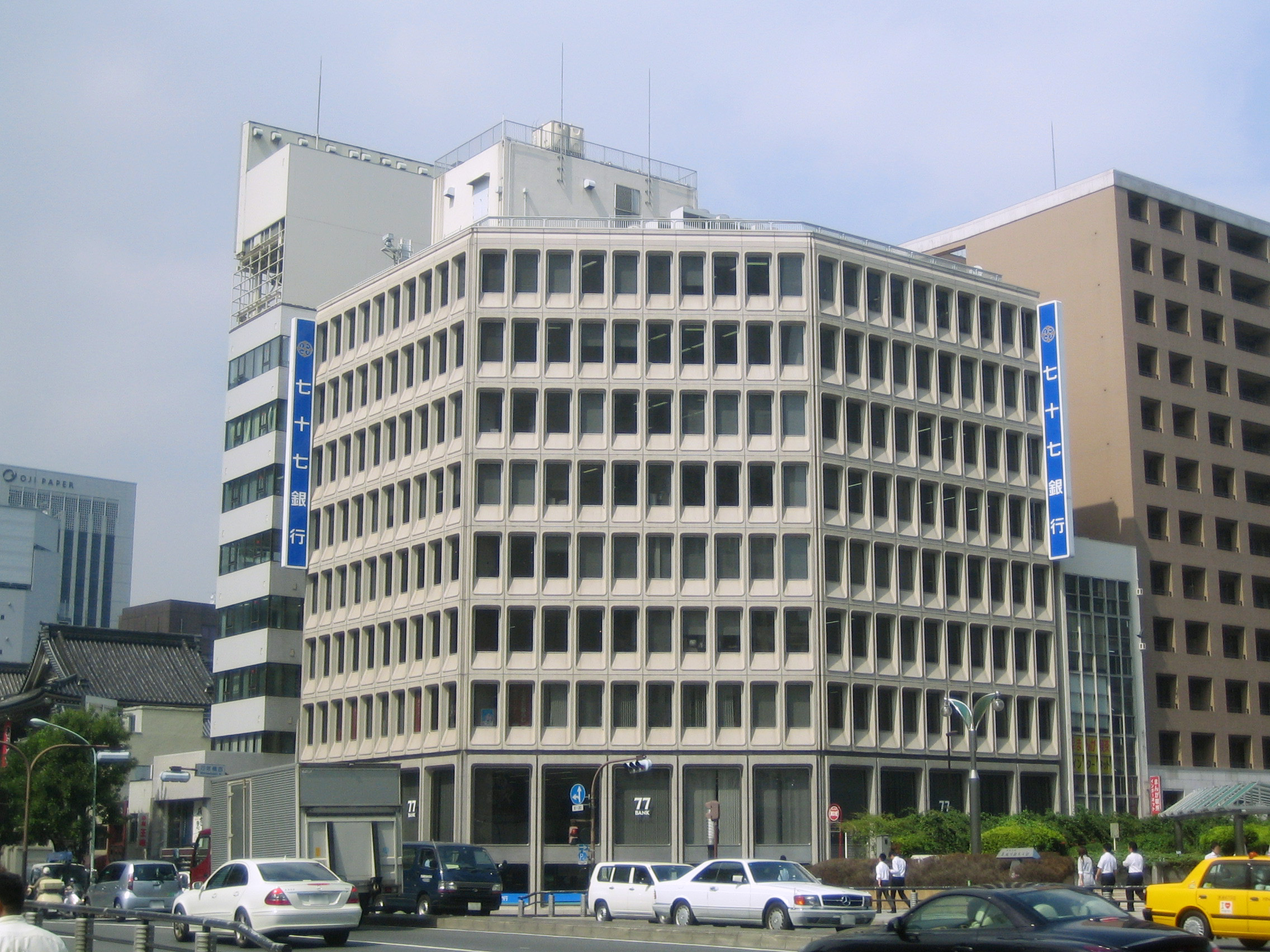
かつて東京支社が入居していた七十七銀座ビル

- 本社・放送センター 〒980-8433 - 仙台市青葉区上杉5丁目8-33[1]
- 東京支社 - 〒104-0061東京都中央区銀座5丁目14-1 銀座クイントビル6階[1]
  - かつては、東京都中央区銀座4丁目14-11の七十七銀座ビルにあった。
  - 現在同社東京支社があったビルにはJNN系列局の青森テレビの東京支社が2022年（令和4年）3月まで入居しており、かつては同系列局のテレビ山口、テレビ高知、山陰放送、フジテレビ系列局のサガテレビの東京支社も入居していた。
- 大阪支社：〒530-0001 大阪市北区梅田2丁目4-9 ブリーゼタワー10階[1]

### かつて存在した施設
- 初代本社 新仙台ビル
- 茂ヶ崎送信所（旧本社・放送センター）- 〒982-0843 仙台市太白区茂ヶ崎3丁目12-1
  - 跡地は、特別養護老人ホーム・大年寺山ジェロントピアとなっている。
- 仙台フォーラススタジオ・サンクサテライトスタジオ - 『夕やけTV編集局』にて使用。

かつては古川市（現在の大崎市）、気仙沼市、石巻市、またFNNの一員としてロサンゼルスにも支局を開設していた。

## 交通アクセス

### 鉄道
- 地下鉄南北線北四番丁駅下車 北2番出口より徒歩7分
- JR東日本仙山線・地下鉄南北線北仙台駅下車 徒歩15分

### 路線バス
- 宮城交通バス（仙台駅 - 上杉 - 東勝山 - 宮城学院・宮城大学）：毎時1-3本
  - 仙台放送前バス停 徒歩1分
- 仙台市営バス（仙台駅 - 県庁市役所前 - 中江・東仙台・鶴ケ谷方面）：毎時5-7本
  - 上杉二丁目バス停 徒歩3分

なお、移転前にあった仙台市営バスの「仙台放送前」バス停は「茂ヶ崎」に変更されている。現在の「仙台放送前」バス停は当初は「東日本放送前」で、KHBが双葉ヶ丘に移転し、仙台放送が現社屋に移転するまでは「農学部前」として運用されていた。当該路線は仙台市営バスが主体の路線（宮城交通は1日数本）であったが、社屋完成と共に仙台市営バスは宮城学院線から撤退した。奇しくも、撤退後にバス停が「仙台放送前」に変更された。

## 関連会社
- 仙台放送エンタープライズ
- 仙台リビング新聞社（フリーペーパー『リビング仙台』を発行）
- エフエム仙台（Date FM）

## ロゴマーク

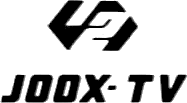
初代ロゴ

- 仙台放送の旧社名ロゴ並びに旧社章のアナログチャンネル番号と仙台の頭文字である「S」を合わせた"12"マークのデザインは、フジテレビ、ニッポン放送の旧社章・ロゴの作者である亀倉雄策が手掛けた[17]。亀倉は、同じ宮城県を放送エリアとする東北放送（TBC）の旧社章・ロゴマークも手掛けている。12マークは、ステレオ放送・二ヶ国語放送表記時の字幕スーパーにも手を加えた形で採用。
- 1992年（平成4年）10月1日、開局30周年を機に社章・ロゴが変更。現在使用している社章・ロゴは、ニッポン放送の関連会社であるニッポン放送プロジェクトによって製作された。"仙台放送"の"台"と"放"の部分がコールサイン"JOOX-（D）TV"とそれに因む略称"OX"の"O"と"X"に見えるのが特徴。

## イメージキャラクター
- 現在のキャラクターは「JUNI（ジュニ）」。2002年（平成14年）10月に開局40周年を先駆けて登場した。イメージは、コールサインJOOXの「ox」が雄牛から、名前は仙台本社（親局）のチャンネル番号にあたる "12" から採用されている。頭に牛の角を生やした男の子である。
- 2003年（平成15年）から放送開始と終了にはアニメーションでストーリーが組まれている。全7話中、第1話から第5話まで使用。第1・3話は放送開始時に、第2・4・5話は放送終了時にそれぞれ使われた。
- 地上波デジタル放送開始にあたっては、追加装甲を付けて「デジJUNI」に変身している。
- 「JUNI」の誕生以前は、開局30周年を契機に誕生した「あそ坊」が存在した。

## イメージソング
かつて、『仙台放送の歌』というイメージソングがあり、1985年（昭和60年）9月までオープニングに使用されていた。作詞は石郷岡剛、作曲はいずみたくが手掛け、歌は北野路子が担当していた。2007年（平成19年）に発売されたCD2枚組セット『懐かしのせんだいCM大百科』に収録されている。

## 情報カメラ設置場所
- 上杉本社 - 本社前の愛宕上杉通り（上杉1丁目・上杉6丁目交差点）を映し出す。
  - 移転前、旧・茂ヶ崎本社にも設置されていた。
- 仙台駅東口 - NTTドコモ仙台ビル鉄塔に設置。地上120m相当の位置から仙台駅前を一望する。
- 仙台空港 - 旅客ターミナルに設置。
- 気仙沼市 - 気仙沼プラザホテル。NHK仙台放送局、東北放送、宮城テレビ、仙台放送が同一場所に設置
- 石巻市 - 石巻市湊大門崎山
- 蔵王町

## 黄色い手帳
- 1970年代より小学校新1年生の交通安全として「黄色い手帳」を配布するキャンペーンを実施している。（現在は市内各小学校から配布されている）なお「黄色い手帳」は秋田県の秋田テレビ、新潟県のNST新潟総合テレビ（現在は行っていない）、静岡県のテレビ静岡、島根県と鳥取県の山陰中央新報や山陰中央テレビ、石川県の北陸放送（TBS系列）などでも配布キャンペーンをしている。また、黄色い手帳とは異なるが、福島県の福島放送（テレビ朝日系列）でも交通安全として『クレヨンしんちゃん』のキャラクターを起用した「黄色い下敷き」というものも存在した。

## 資本構成
企業・団体の名称、個人の肩書は当時のもの。出典：

### 2021年12月10日
| 資本金        | 発行済株式総数 | 株主数 |
| ------------- | -------------- | ------ |
| 200,000,000円 | 400,000株      | 7      |

| 株主                             | 株式数    | 比率   |
| -------------------------------- | --------- | ------ |
| フジ・メディア・ホールディングス | 289,400株 | 72.35% |

## 主なテレビ番組
2025年4月現在。

### 自社制作
一部地域ネット
- 川島隆太教授のテレビいきいき脳体操（月曜 - 金曜 5:20 - 5:25） ※石川テレビ・サンテレビ（独立局）にもネット。

 県域放送
- 仙台放送 Live News イット!（月曜 - 金曜 15:45 - 19:00、土曜・日曜 17:30 - 18:00）
- MiMiよりマーケット（月曜 - 金曜 11:20 - 11:25、当日深夜クロージング前に再放送）
  - MiMiよりマーケットサタデー（土曜 17:25 - 17:30）
- 仙台放送NEWS（月曜 - 金曜 20:54 - 21:00、日曜 6:00 - 6:15[注釈 14]）
- こうちゃんのHappy!家族ごはん（木曜 21:54 - 22:00）
- 仙臺いろは（火曜 21:54 - 22:00）
- CINEMA PACKET（水曜 25:55 - 26:00）
- 月刊チャンネル寸評（第1土曜 4:55 - 5:00）
- あらあらかしこ（土曜 10:25 - 11:25）
- スポルたん!RISE（土曜 11:25 - 11:50、スペシャル番組などにより休止の場合あり）
- BASEBALL LIVE!（西暦）（東北楽天ゴールデンイーグルス戦中継）[注釈 15]
- 春の高校バレー県大会決勝（毎年1月に放送）
- かのおが便利軒（土曜 18:30 - 19:00）※tvk（独立局）にもネット。
- 日曜のあらかし（日曜 14:00 - 14:30）
- とろサーモン村田とソラシド本坊のアウトドア日和（日曜 14:30 - 14:55）
- いべなび!!（日曜 14:55 - 15:00）

 特別番組
- 東日本大震災特別企画 ともに（2011年4月 - 、毎月1回）※関西テレビ・岡山放送などへ時差ネットしていた時期あり。

### 再放送枠
- イッキ見!!テレビ!（月曜 - 金曜 13:50 - 15:45）

### フジテレビ系列遅れネット番組
制作局の表記のない番組はフジテレビ制作。
- おかべろ（火曜 0:25 - 0:55（月曜深夜）、関西テレビ制作）
- 千原ジュニアのヘベレケ（火曜 0:55 - 1:25（月曜深夜）、東海テレビ制作）
- ゴリパラ見聞録（木曜 1:25 - 1:55（水曜深夜）、テレビ西日本制作）
- 西村キャンプ場（土曜 5:30 - 6:00、テレビ新広島制作）
- テレビ寺子屋（日曜 5:30 - 6:00、テレビ静岡制作）
- 皇室ご一家（日曜 6:15 - 6:30）
- 有吉くんの正直さんぽ（日曜 16:00 - 17:25）
- なりゆき街道旅（土曜午後に不定期放送）

### テレビ東京系列番組
制作局の表記のない番組はテレビ東京制作。
- 家、ついて行ってイイですか?（土曜 12:00 - 12:55）
- ひみつのアイプリ（日曜 6:30 - 7:00）
- タクシー運転手さん一番うまい店に連れてって!（不定期放送）
- 有吉木曜バラエティ（不定期放送）
- 出没!アド街ック天国（週末午後に不定期放送）
- 飯尾和樹のずん喫茶（土曜午後に不定期放送、BSテレ東制作）
- 日曜ビッグバラエティ（土曜午後に不定期放送）
- 緊急SOS!池の水ぜんぶ抜く大作戦（土曜午後に不定期放送）

### その他
- S.W.A.T シーズン3（土曜 1:55 - 2:50（金曜深夜））

## 終了した番組

### 自社制作
全国ネット
- JCBクラシック（毎年6月初旬ごろ開催、3日目後半と最終日は仙台放送制作の全国ネット。例年1日目、2日目は宮城県ローカル放送で3日目前半は宮城・東海ローカルだったが、2006年は1日目、2日目は放送なし、3日目前半は宮城のみローカルとなった、大会自体2007年をもって終了）※HD
- 脳テレ〜あたまの取扱説明書（トリセツ）〜（2008年 - 2011年、毎年6月）※FNS全国ネット（2007年に終了した『JCBクラシック』最終日中継の枠が充てられていた。2011年は東日本大震災の影響で10月に放送が延期された）
  - すっきり!脳トラベル （2012年6月3日）※FNS全国ネット
- mashup!音王MUSIO → mashup!音王MUSIO neo ※HD
  - 東京のスタジオで収録。テレビ静岡およびさくらんぼテレビ（ともにFNS系列）でもレギュラー放送開始。2007年10月に、高知さんさんテレビ（FNS系列）で3回分の放送があった。2009年3月終了。

ローカルニュース
- FNN仙台放送イブニングニュース
- FNN仙台放送スーパータイム
- FNN仙台放送ザ・ヒューマン
- FNN仙台放送スーパーニュース
- FNN仙台放送みんなのニュース

バラエテイ・情報番組
- サタマガ→サタデーマガジンα
- スーパーSAT→スーパーSATマイルド
- ルック!202
- 2時ですOXです
- 夕やけTV編集局
- ほっとチャンネル
- CATCH
- VEGALCIO!
- OXあさ一番
- かみすぎトーク
- みやぎ土曜スタジオ（宮城県広報番組、1970年4月 - 1983年3月）
- 朝のメッセージ（宮城県広報番組、1983年4月 - 1995年3月）
- みやぎあるものさがし（宮城県広報番組、1995年4月 - 1999年3月）
- キラキラふくし探検隊（宮城県広報番組、月2回放送、1995年4月 - 1999年3月）
- りん!（宮城県広報番組、1999年4月 - 2001年3月）
- 情報マガジンみやぎ（宮城県広報番組、月2回放送、2001年4月 - 2003年3月）
- たきたて!みやぎDON（宮城県広報番組、月2回放送、2003年4月 - 2005年3月）
- 私のレポート（仙台市広報番組、開始時期不明 - 1975年3月）
- 60万人の広場（仙台市広報番組、1975年4月 - 1981年3月）
- 70万人の広場（仙台市広報番組、1981年4月 - 1986年6月）
- さわやかレーダー仙台（仙台市広報番組、1986年7月 - 1995年3月）
- 定禅寺家の人々（仙台市広報番組、1999年4月 - 2006年9月)
- 仙台まち劇場（仙台市広報番組）
- ライブ!
  - ヨジテレビ!（2000年7月 - 2006年12月）
- 速報スポルたん!（2006年4月 - 2007年1月）→スポルたん!LIVE（2007年2月 - 2019年3月）→スポルたん!NEO（2019年4月 - 2025年3月）
- 輝け★アプリの星（2007年11月10日 - 2008年2月9日）
- 情報ライブ
  - 情報ライブMovin'（2007年4月 - 2008年6月）※HD
- Life+ ※HD
- とうほく食文化応援団
- しゃれおつ部（2012年7月7日 - 7月28日）
- テレビで学べる スマート・エイジング教室
- 仙台放送開局45周年記念特別番組 リサーチャーズ・地震予知の探究者たち（2007年10月19日）
当番組放送に合わせて地震防災情報に関するポータルサイト、大地震に備えるを開設。
- AKB48の牛舌GIRLS
- 杜の都どっきり協会
- 春夏旬鮭 みやぎ銀ざけproject
- こどものじかん JUNIチャンネル
- ともに、希望を!
- 永野のわっしゃ!

ゴールデンタイムの番組
- 東北新幹線クイズ プラザQ（1973年4月 - 1974年3月、ちなみにこの時点で東北新幹線は建設工事中だった）
- マル金ギャハハ倶楽部
- はいっチーズ!
- スポルたん!（2005年4月 - 2006年3月）
- 仙臺いろは増刊号（新型コロナの影響で2020年3月打ち切り）

深夜番組
- 好きやねん→空飛ぶ○月のペンギン
- 幸せのキットショー
- 夜は変ホ短調
- TOPCAT
- M☆KIDS
- マンデースポーツ（月1回）
- ドラマニア倶楽部
- オガッタ!?
  - サンデーオガッタ!?
- モンスターライフ

ブロックネット番組
- FNNとうほくニュース一番星（FNN東北ブロック5局（OX-mit - AKT - YTS - FTV〔後にYTSが離脱して4局に〕から東北の話題を伝えた報道番組）

以下東北電力提供
- 新・サンデートーク - 草柳大蔵が20年に亘ってホストを務めた対談番組。東北各県にネットしていた。
- 今、きらめいて - 草柳が監修を務めたドキュメンタリー番組。東北各県およびBSN新潟放送（JNN系列局）にネットしていた。
- ぼくらの時代（地井武男をナビゲーターに、毎回1人の人に密着したドキュメンタリー。月1回、東北および新潟のFNS系列局6局および青森テレビ（JNN系列局）で放送されていた。
- 情熱エンジン（東日本大震災の影響で打ち切り）

スカパー!向け制作番組
- Jリーグ中継・モンテディオ山形主管試合（2007年分）
山形県では1997年4月1日に山形テレビ（1993年4月1日にANN系列へ移行）以来4年ぶりのFNS系列となる新局、さくらんぼテレビが開局したが、さくらんぼテレビは当時スポーツ中継を全国放送するだけの放送設備を充分備えていなかったこともあり、OXが制作。2008年以降は山形テレビが制作を受託。

一部地域ネット
- 10神スパイ大作戦 -コード・バリカタ-（北海道テレビ・テレ玉・チバテレビ・tvk・メ〜テレ・KBS京都・サンテレビ・広島ホームテレビ・福岡放送との共同制作）

### フジテレビ系列遅れネット番組
- クボタ民謡お国めぐり（秋田テレビ制作、最終回まで制作局以外で唯一フジテレビ系列での放送だった（フジテレビ系列のない青森を含め、フジテレビ系列のある岩手、山形、福島でも最終回までフジテレビ系列局に移行せず他系列で放送された）
- バナナマンのブログ刑事（東海テレビ制作）
- ギルガメッシュ（関西テレビ制作。OX初の深夜アニメ。在仙局としてはTBCに続いて2局目）
- プレイボールシリーズ（KTV幹事局。関東地区では全国独立放送協議会加盟局放映のため、UHFアニメにも分類される。そのため、OX初のUHFアニメと言える）
- 南パラZ!（関西テレビ制作。『南海パラダイス』時代からネットしていたが2008年3月で打ち切り）
- チュートリアルのチューして!（関西テレビ制作）
- 冒険チュートリアル（関西テレビ制作、2009年9月で打ち切り、ただし打ち切り後に仙台を舞台にした収録があり、その回は放送された）
- ブラっと嫉妬（関西テレビ制作）
- カキューン!!（関西テレビ制作）
- ジャルジャル×銀シャリのヤバイブル（関西テレビ制作）
- くるねこ（関西テレビ制作）
- ウラマヨ!（関西テレビ制作、途中打ち切り）
- 桃色つるべ〜お次の方どうぞ〜 (関西テレビ制作、途中打ち切り)
- グータンヌーボ2（関西テレビ制作）
- めんたいぴりり（テレビ西日本制作）
- TOKYO コントロール（フジテレビNEXT制作）
- ひまわりっ 〜健一レジェンド〜（テレビ宮崎制作）
- 武士が、マックで店員になった件。（関西テレビ制作）

このほか、テレビ静岡制作のプロダクション人力舎のタレントが出演する一連の番組（『トバ子シリーズ』など）はかなり時期が遅れたものの一通り放送された。

### テレビ東京系列番組（東京12チャンネル時代も含む）
制作局の表記のない番組はテレビ東京制作。

#### アニメ
- 合身戦隊メカンダーロボ
- 恐竜大戦争アイゼンボーグ
- 科学冒険隊タンサー5
- 闘士ゴーディアン
- 伝説巨神イデオン
- まんがことわざ事典
- 黄金戦士ゴールドライタン
- J9シリーズ
  - 銀河旋風ブライガー
  - 銀河烈風バクシンガー
  - 銀河疾風サスライガー
- まいっちんぐマチコ先生
- アニメ親子劇場
- 太陽の牙ダグラム
- 魔法のプリンセス ミンキーモモ
- トンデラハウスの大冒険
- 装甲騎兵ボトムズ
- パソコントラベル探偵団
- ふしぎの国のアリス
- キャプテン翼
- 巨神ゴーグ
- 六三四の剣
- ミスター味っ子
- アイドル伝説えり子
- 天空戦記シュラト
- ダッシュ!四駆郎
- キャッ党忍伝てやんでえ
- アイドル天使ようこそようこ
- 楽しいムーミン一家
- RPG伝説ヘポイ
- ゲンジ通信あげだま
- 姫ちゃんのリボン
- カリメロ（2作目）
- 赤ずきんチャチャ
- 愛天使伝説ウェディングピーチ
- スレイヤーズNEXT（第14話から放送、第1期は未放送）
  - スレイヤーズTRY
- ナースエンジェルりりかSOS
- 新世紀エヴァンゲリオン
- こどものおもちゃ
- 機動戦艦ナデシコ
- はれときどきぶた（途中でネット打ち切り）
- トランスフォーマーシリーズ（『マイクロン伝説』から『アニメイテッド』までの各作品は東日本放送で放送）
  - ビーストウォーズII 超生命体トランスフォーマー
  - ビーストウォーズネオ 超生命体トランスフォーマー
  - ビーストウォーズメタルス 超生命体トランスフォーマー
  - トランスフォーマー カーロボット
  - 超ロボット生命体 トランスフォーマー プライム
- カウボーイビバップ
- 発明BOYカニパン
  - 超発明BOYカニパン
- ビックリマン2000（途中打ち切り、『ビックリマン』および『新ビックリマン』（いずれも朝日放送テレビ制作）は東日本放送で放送）
- 東京ミュウミュウ（2002年版）（テレビ愛知制作、『にゅ～♡』は県内未放送）
- 出撃!マシンロボレスキュー
- ソニックX
- SDガンダムフォース
- Get Ride! アムドライバー
- アイシールド21
- 甲虫王者ムシキング 森の民の伝説
- 銀魂（第150話まで放送後打ち切り、第151話から第265話は県内未放送[注釈 16]、第266話（第3期）以降はミヤギテレビで放送）
- ギャラクシーエンジェる〜ん（『ギャラクシーエンジェル』（テレビ大阪制作）の第3期は東日本放送での放送、他のシリーズは県内未放送）
- イナズマイレブンシリーズ（『イナズマイレブンGO』は県内未放送）
  - イナズマイレブン
  - イナズマイレブン アレスの天秤
  - イナズマイレブン オリオンの刻印（第23話で打ち切り）
- 爆丸バトルブローラーズ ニューヴェストロイア（第1期は東日本放送での放送、第3期および『バトルプラネット』は県内未放送）
- ダンボール戦機シリーズ
  - ダンボール戦機
  - ダンボール戦機W
  - ダンボール戦機ウォーズ
- たまごっち!シリーズ（第1期は未放送）
  - たまごっち! ゆめキラドリーム
  - たまごっち!みらくるフレンズ
  - GO-GOたまごっち!
  - たまごっち! たまともだいしゅーGO
- フューチャーカード バディファイト（テレビ愛知制作）
  - フューチャーカード バディファイト100
  - フューチャーカード バディファイトDDD
  - フューチャーカード バディファイトX
  - フューチャーカード バディファイトX オールスターファイト
  - フューチャーカード 神バディファイト
- 妖怪ウォッチ（第205話で打ち切り、『妖怪ウォッチ シャドウサイド』以降は県内未放送）
- Wake Up, Girls!
  - Wake Up, Girls! 新章
- プリティーシリーズ（『プリティーリズム』シリーズおよび『ひみつのアイプリ』は県内未放送）
  - プリパラ（第2話から第13話は未放送）
  - アイドルタイムプリパラ
  - キラッとプリ☆チャン（第1期は未放送）
  - プリティーオールフレンズセレクション
  - ワッチャプリマジ!
- ここたまシリーズ
  - かみさまみならい ヒミツのここたま
  - キラキラハッピー★ ひらけ!ここたま
- おそ松さん（第1期のみ放送）
- けものフレンズ（『2』は未放送）
- パウ・パトロール（途中打ち切り、番組自体は継続中）
- ゾイドワイルド ZERO（第1期（毎日放送制作）は東北放送で放送）
- トロールズ: シング・ダンス・ハグ!（本放送終了後に放送）
- アイカツプラネット!（以前のシリーズは県内未放送）
- 新幹線変形ロボ シンカリオンZ（第1期（TBS制作）は東北放送で放送）
- BLEACH 千年血戦篇（前作（途中打ち切り）は東北放送で放送）
  - BLEACH 千年血戦篇-訣別譚-
- イニミニマニモ（途中打ち切り、番組自体は継続中）

#### その他
- 小松原三夫のゴルフ道場
- 三波伸介の凸凹大学校
- ドバドバ大爆弾
- もんもんドラエティ
- 激突スターボウリング
- タミヤRCカーグランプリ（途中打ち切り）
- 日米対抗ローラーゲーム
- 世界ビックリアワー
- 教えて!ウルトラ実験隊 ※HD
- 月10万円で豊かに暮らせる町&村 ※HD
- BiKiNi
- ザ・ヤングベストテン
- レッツGOアイドル
- クイズ地球まるかじり
- ミエと良子のおしゃべり泥棒
- 大江戸捜査網
- ぐるぐるメダマン
- 恐竜戦隊コセイドン
- ソロモン流
- 田舎に泊まろう!
- おしかけスピリチュアル
- 1974年の日本シリーズロッテ対中日第5戦（後楽園球場）[注釈 17]
- 逃亡者 おりん2
- ちょこっとイイコト 〜岡村ほんこん♥しあわせプロジェクト〜
- 家族になろう（よ）
- 孤独のグルメシリーズ（Season4を除く）
- 終電ごはん
- お金がなくても幸せライフ がんばれプアーズ!
- ドラマ24（東日本放送から移行、枠自体は継続中）
  - 勇者ヨシヒコと魔王の城
    - 勇者ヨシヒコと悪霊の鍵

  - まほろ駅前番外地
  - なぞの転校生
  - みんな!エスパーだよ!
  - 玉川区役所 OF THE DEAD
  - 怪奇恋愛作戦
  - 不便な便利屋
  - 初森ベマーズ
  - フルーツ宅配便
- 釣り・ロマンを求めて（途中打ち切り）
- 三匹のおっさんシリーズ
- チマタの噺（途中打ち切り）
- ざっくりハイタッチ
- 旅ヌード
- 企業未来!チャレンジ21
- 三丁目のポスト（テレビ大阪制作）
- 和風総本家→二代目 和風総本家（テレビ大阪制作）
- 東京放置食堂
- 鉄オタ道子、2万キロ
- ウルトラシリーズ（シリーズ自体は継続中）[注釈 18]
  - ウルトラマントリガー
  - ウルトラマン クロニクルD
  - ウルトラマンデッカー
  - ウルトラマン ニュージェネレーション スターズ（第1期のみ放送）

### その他の番組
日本テレビ系列番組
- 実戦!ゲートボール

全国独立放送協議会の番組
- BLACK LAGOON、BLACK LAGOON The Second Barrage（UHFアニメ 幹事：メ〜テレ）
- ホレゆけ!スタア☆大作戦
- 涼宮ハルヒの憂鬱（UHFアニメ 幹事：テレビ埼玉）
- キディ・ガーランド（UHFアニメ 幹事：テレビ埼玉）
- 幼獣マメシバ・マメシバ一郎・マメシバ一郎 フーテンの芝二郎（東名阪ネット6、幹事：tvk）
- 快盗天使ツインエンジェル〜キュンキュン☆ときめきパラダイス!!〜（UHFアニメ）
- ウルトラゾーン
- 今夜野宿になりまして
- 方言彼女。0（東名阪ネット6制作）
- 押忍!!ふんどし部!
- 洋楽天国EXXTRA
- リアル鬼ごっこ THE ORIGIN
- 猫侍
  - 猫侍 SEASON2
- 白黒アンジャッシュ（チバテレビ制作）
- 趣味バカ（サンテレビ制作）
- いたくろむろせのオンとオフ→いたくろここなのオンとオフ（テレ玉制作）
- どすこい すしずもう

このほか、『イヌゴエ』、『ネコナデ』など東名阪ネット6などが制作している一連の動物ドラマが放送されていた。
海外ドラマ
- CSI:科学捜査班 シーズン4
- グレイズ・アナトミー 恋の解剖学 シーズン2
- コールドケース 迷宮事件簿 シーズン2〜6
- ターミネーター サラ・コナー・クロニクルズ シーズン2
- ライ・トゥ・ミー 嘘の瞬間シリーズ
- リベンジ

その他
- トゥルルさまぁ〜ず（BeeTV制作、配信）
- 秋山莉奈&芳賀優里亜のJヴァカンス
- ココがイチオシ!たびたび秋山さん
- 秋山莉奈のゆめぐり旅じかん!!
- シニカレ
- 7days back packer
- 旅の達人がいく!阿藤快のにっぽん漫遊記
- SNOW SWEET LIFE（northfeel制作）
- 銀河機攻隊 マジェスティックプリンス（UHFアニメ）
- 攻殻機動隊ARISE ALTERNATIVE ARCHITECTURE（UHFアニメ）
- ドライブインらーめん探訪
- 的場浩司のスイーツ男子塾!

### ミヤギテレビ開局前に放送されていた日本テレビ系の番組
○はミヤギテレビ開局後移行された番組。
- 日本テレニュース
- NNNワイドニュース○
- 11PM○
- NNNきょうの出来事○
- キユーピー3分クッキング - 1975年6月28日まで放送[注釈 19]、同年6月30日からTBCへ移行し自主制作（企画ネット番組）を経てCBC版に切り替わった。
- 健康増進時代 - TBCから移行、1971年4月から○
- 日立ドキュメンタリー すばらしい世界旅行○
- ミユキ野球教室○
- シャボン玉ホリデー○
- 青春とはなんだ→これが青春だ→でっかい青春→進め!青春
- 日産スター劇場
- 東京バイパス指令→ゴールドアイ
- そっくりショー○
- 光速エスパー
- 味の素ホイホイ・ミュージック・スクール
- 三菱ダイヤモンド・アワー○
- 婦人ニュース
- ママちょっと来て
- パパは何でも知っている
- 怪傑ゾロ
- ハリスミュージックプレゼント
- 土曜グランド劇場○
- NNNドキュメント○
- 木馬座アワー
- おはよう!こどもショー○
- ロンパールーム○
- 明星スターパレード
- タイガーマスク ：月曜 18:00 - 18:30（1970年10月以降もミヤギテレビに移行せずネット継続）[25]。
- 赤き血のイレブン（1970年10月以降も継続放送）：日曜 10:00 - 10:30（1970年9月まで）→ 火曜 18:00 - 18:30（1970年10月から）[26]

### 東日本放送開局前に放送されていたテレビ朝日系の番組
- モーニングショー - 仙台放送でネット開始後、1965年4月からTBCへ移行（仙台放送は『小川宏ショー』に切り替え）、1970年10月からミヤギテレビへの移行を経て、1975年10月から東日本放送へ移行（3か月は2局で並行放送）と在仙民放局全てで放送された。
- 素浪人 月影兵庫（近衛十四郎主演）→素浪人 花山大吉（末期の3か月間はミヤギテレビで放送）
- クイズタイムショック
- アフタヌーンショー - 仙台放送でネット開始後、1968年4月から東北放送へ移行、1970年10月からミヤギテレビへの移行を経て、1975年10月から東日本放送へ移行と『モーニングショー』同様在仙民放局全てで放送。
- 明色（新・）お笑いゲーム合戦→明色スターゲーム合戦（MBS制作・腸捻転時代）
- 皇室アルバム（MBS制作、腸捻転解消に伴いTBCへ移行）
- もってのほか→もってのほか・姉妹菊の章（MBS制作・腸捻転時代）
- くらやみ五段
- スパイキャッチャーJ3
- 忍者ハットリくん（実写版）
  - 忍者ハットリくん+忍者怪獣ジッポウ
- 悪魔くん
- 河童の三平 妖怪大作戦

## アナウンサー
仙台放送のアナウンサーには長らく宮城県出身者がいない時期が続いたが、2022年に宮城県出身者が30年ぶりに採用された。

### 男性
- 1993年 佐藤拓雄（2024年4月 - 報道部兼任）
- 1996年 金澤聡（2024年4月 - アナウンス部長）
- 2017年 下山由城（秋田朝日放送から移籍）
- 2019年 堤勇高
- 2025年 門間陸斗

### 女性
- 2006年 梅島三環子
- 2009年 飯田菜奈
- 2017年 高橋咲良
- 2018年 西ノ入菜月
- 2020年 伊藤瞳
- 2022年 千坂紗雪

### 過去に在籍したアナウンサー（異動・退職）
※はアナウンス部長経験者。●は故人。

#### 男性
- 1966年 
  - 山崎正●（ - 1969年、中京テレビ→地元局のNETテレビ/テレビ朝日へ移籍。のちフリーアナウンサー、相撲ジャーナリストとして活動。2023年6月に死去[27]）
  - 柴山光由※（ - 2004年3月定年退職、旧姓：伊藤）
- 1970年 
  - 山内亨（ - 2008年、さくらんぼテレビジョン出向を経てその後仙台放送へ復帰し報道局長を歴任後に定年退職。現：仙台大学教授）
- 1972年 
  - 三浦晴道（他部署へ異動を経て、定年退職）
- 1975年 
  - 浅見博幸（ - 2015年11月定年退職、フリーアナウンサーへ転身）
- 1987年 
  - 柳沢剛※（ - 2007年に制作部に異動後、2010年に現場復帰 - 2017年2月、2017年3月広報部に再異動、2023年8月定年退職、現立憲民主党衆議院議員）
- 1990年 
  - 下田恒幸（ - 2005年、フリーアナウンサーへ転身）
- 2002年 
  - 小塚歩（ - 2005年、ラジオNIKKEIへ移籍）
- 2006年 
  - 板垣龍佑（ - 2009年、地元局のテレビ東京へ移籍）
- 2008年 
  - 広瀬修一（ - 2015年3月、フリーアナウンサーへ転身）
- 2011年 
  - 稲垣龍太郎（ - 2018年3月、2018年報道部へ異動、2019年3月退職）
- 2015年 
  - 牧広大（ - 2023年9月[28]）
- 麦島隆（ロサンゼルス支局の初代支局長）

#### 女性
- 1977年 
  - 杉山奈美枝（ - 1993年、フリーアナウンサー、シグマ・セブン所属）
- 1980年 
  - 中村友美（ - 1983年、フリーアナウンサーへ転身した後、朝日放送の番組『世界一周双六ゲーム』の出題ナレーターなどで出演。なお、本名は異なる[29]）
- 1984年 
  - 長谷部真理子（ - 1991年、旧姓：塚原、退職後は当局でもネットしていたフジテレビ制作の報道番組に出演）
- 1989年 
  - 小林央子（ - 1995年、現：フリーアナウンサー、地元の十和田市現代美術館顧問)
- 1990年 
  - 尾形道子[30]
  - 曽宮一恵（ - 1997年、ブルームバーグテレビジョン記者）
- 1991年 
  - 中谷政美（『めざましテレビ』宮城中継担当初代リポーター）
  - 加藤美紀（ - 1998年）
- 1992年 
  - 岡田明子（ - 1998年、佐藤拓雄夫人）
  - 菅原美千子（ - 1999年）
- 1994年 
  - 柳生聡子（ - 2002年、現：フリーアナウンサー、さとう音楽事務所所属）
- 1996年 
  - 岡田友香（ - 2006年、現：フリーアナウンサー）
- 1998年 
  - 長田麻衣子（ - 2001年、元サガテレビ村岡格アナ夫人）
  - 林佳緒里（現：広報室）
- 1999年 
  - 大野綾子（ - 2002年）
  - 佐藤亜樹（ - 2004年、テレビ神奈川へ移籍）
- 2002年 
  - 出射由佳（ - 2009年、圭三プロダクション→テレビ静岡）
- 2003年 
  - 水上明子（ - 2008年）
- 2004年
  - 寺田早輪子（ - 2024年5月、青森テレビから移籍）
- 2005年 
  - 早坂牧子（ - 2011年、現：まき子）
  - 原英里奈（ - 2011年）
- 2012年 
  - 小口ひとみ（ - 2015年）
- 2013年 
  - 木下瑠音（ - 2017年）
  - 高谷恵倫（ - 2017年）

## 関連人物
- 1999年 
  - 東ふき（ - 2010年、退職後は地元局のテレビ朝日を経て、フリーリポーターとして活動）
- 2005年 
  - 吉田裕美（ - 2009年、旧姓〔在籍時〕高沢。退職後は地元局の岩手めんこいテレビの報道番組に気象キャスターとして出演）
- 高橋文五郎（元副社長）
- 小林穂波（元常務取締役→専務取締役、フジテレビから移籍）
- 遠藤龍之介（監査役）
- 小川晋一（元監査役）

## 送信所
大年寺山・茂ヶ崎送信所（旧本社・放送センター）

### デジタル
- コールサイン - JOOX-DTV

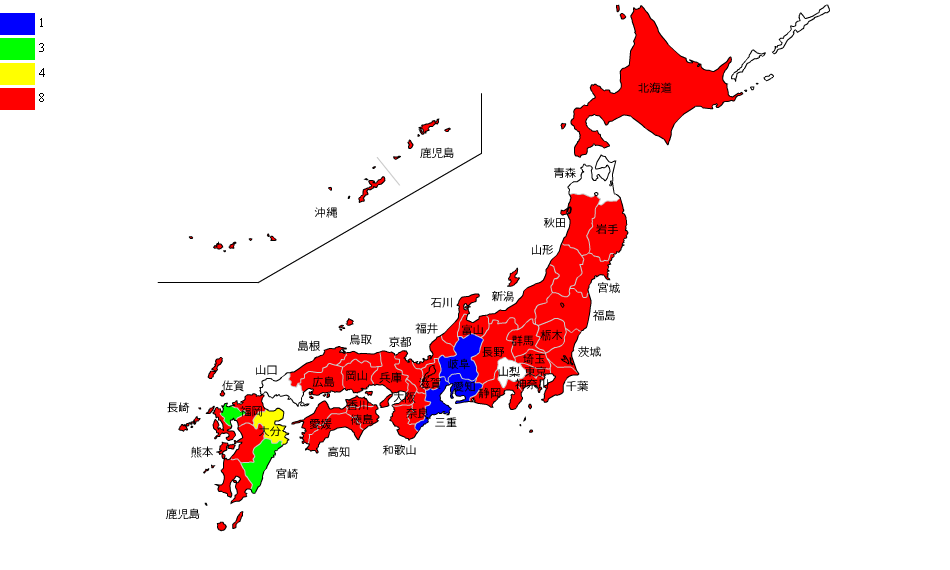
フジテレビ系列のリモコンキーID地図
地図上で赤く塗られている地域の局がID8である。

- コールネーム - せんだいほうそうデジタルテレビジョン
- リモコンキーID - 8
- 仙台 21ch 3kW（実効輻射電力 30kW）
  - 送信機 - TDUシリーズ（東芝）3kW1台方式

200Wユニット並列×18で余裕がある。そのため電力増幅器が1台故障しても自動利得制御により定格出力で運用可。冷却は空冷式。前面に作動情報を表示させるカラーディスプレイがつく。グッドデザイン賞受賞。
  - 送信アンテナ - 125m四角鉄塔

取り付けたい場所にエフエム仙台（Date FM）の送信アンテナ（双ループ4段）があることから同場所に張り出すようなスキューアンテナ4D7段を採用（同じフジテレビ系列局の関西テレビ放送の生駒山親局もデジタル放送ではスキューアンテナを採用している）。
  - STL（送受信機）はNEC製を採用。パラボラアンテナはアナログ波と共用するが、将来的には災害時のことを考え光回線の使用も視野に入れる。
- 中継局
  - 涌谷 21ch 100W（ERP270W） 垂直偏波
  - 気仙沼 25ch
  - 白石 23ch
  - 栗駒 16ch
  - 志津川 20ch
  - 蔵王遠刈田 46ch
  - 鳴子 29ch
  - 秋保 46ch
  - 村田 47ch
  - 石巻 43ch
  - 小野田宮崎 46ch
  - 登米 42ch
  - 白石越河 46ch
  - 気仙沼鹿折 19ch
  - 小原七ヶ宿 46ch
  - 唐桑早馬 34ch
  - 鳴子鬼首 44ch
  - 牡鹿 46ch
  - 花山 46ch
  - 女川 33ch
  - 東和米川 16ch
  - 唐桑大沢 25ch
  - 岩沼志賀 46ch
  - 岩沼上志賀 46ch
  - 歌津港 40ch（垂直偏波）
  - 歌津田の浦 36ch
  - 女川清水 23ch
  - 石巻祝田 46ch
  - 丸森五反田 44ch
  - 丸森石神 43ch
  - 大張 23ch
  - 気仙沼八瀬 44ch
  - 羽出庭 23ch
  - 東鳴子 56ch
  - 嵯峨立南 16ch
  - 津山横山 46ch
  - 津山石貝 46ch（垂直偏波）
  - 津山入沢 46ch
  - 気仙沼前木 39ch
  - 小野田青野 34ch
  - 柴田船迫 23ch
  - 篦岳東 42ch
  - 東和嵯峨立 46ch（垂直偏波）
  - 松島高城 42ch

### アナログ
2012年3月31日運用終了時点のもの。
- 仙台 12ch
- 気仙沼 6ch（垂直偏波）
- 白石 8ch
- 鳴子 11ch
- 栗駒 8ch
- 志津川 57ch
- 秋保 41ch
- 石巻 57ch
- 石巻祝田 56ch
- 泉七北田 56ch
- 岩沼上志賀 39ch
- 岩沼志賀 58ch
- 歌津田の浦 33ch
- 歌津港 50ch（垂直偏波）
- 大張 40ch
- 雄勝大須 55ch
- 牡鹿 41ch
- 女川 55ch
- 女川清水 39ch
- 女川鷲神 42ch
- 小野田青野 57ch
- 小野田宮崎 60ch
- 小原七ヶ宿 53ch
- 唐桑大沢 55ch
- 唐桑早馬 44ch
- 給分浜 61ch
- 気仙沼安波 58ch
- 気仙沼鹿折 42ch
- 気仙沼前木 42ch
- 気仙沼八瀬 55ch
- 蔵王遠刈田 39ch
- 塩釜藤倉 57ch（垂直偏波）
- 志津川新井田 42ch
- 柴田船迫 41ch
- 白石越河 58ch
- 津山石貝 58ch（垂直偏波）
- 津山入沢 57ch
- 津山横山 43ch
- 東和嵯峨立 58ch（垂直偏波）
- 東和米川 57ch
- 登米 54ch
- 豊里 45ch
- 鳴子鬼首 55ch
- 西塩釜 38ch
- 花山 53ch
- 羽出庭 55ch
- 東塩釜 60ch
- 東鳴子 56ch※
- 丸森石神 56ch
- 丸森五反田 55ch
- 宮城吉成 42ch（垂直偏波）
- 村田 58ch

※東鳴子局は開局当初は鳴子局と同じ11chで送信していた。（他の在仙VHF局も鳴子局と同一chだった。 1987年12月23日移設に伴い、UHF帯に変更。）

### 廃止されたテレビ中継局（地上アナログ放送）
- 女川浦宿 43ch（2001年3月31日廃局）